# L'Espace bleu entre les nuages
L'Espace bleu entre les nuages est le cinquième album de la série de bande dessinée Jonathan de Cosey. Il lui a valu le Grand Prix Saint-Michel 1979.
À chaque album de la série est associée une liste de musiques d'ambiance ; pour ce tome : 
- Beethoven : Concerto N°3 en Ut mineur op.37 ;
- Chopin : Concerto N°2 en Fa mineur op.21.

## Synopsis
Srinagar, capitale du Cachemire. Drolma est très enthousiaste à l'idée d'aller à l'école. Jonathan devient chauffeur-livreur pour un marchand ambulant. Le colonel Stamford qui vit seul dans une étrange demeure l'invite à "une réception" en compagnie d'une jeune khambas : Shangarila. Ce soir-là, avant de partir, Shangarila annonce au colonel que son groupe va devoir se déplacer plus à l'est, ils ne pourront plus se voir... Stamford, vieux et malade, ne supporte plus son isolement. Jonathan propose de le raccompagner en ville. Le colonel emmène avec lui sa précieuse collection de toiles impressionnistes. Ils partent finalement en luge.
À la fin de leur glissade, le colonel est pris d'un nouveau malaise. Il confie à Jonathan ses dernières volontés : donner les toiles aux musées indiens, vendre un bon prix le clou de la collection "'L'Espace bleu entre les nuages" de Monet et avec l'argent acheter des armes et des munitions aux guerriers khambas.
De retour à Srinagar, Jonathan est contacté par David Jones qui s'empare de la collection pour le compte de sa société. Shangarila et son groupe de rebelles réussissent à la récupérer. Sous la menace, ils contraignent Jones à vendre au meilleur prix "L'Espace bleu", ils pourront se procurer des armes. Jones, grillé à Londres, décide de rester en Inde et de faire ce qu'il a toujours voulu faire : peindre. Jonathan et Drolma se retrouvent après un trimestre d'école.

## Personnages
- Jonathan
- Drolma
- le colonel Stamford George Westmacott : un vieil anglais retiré dans la montagne. Il vit seul dans une étrange « villa » conçue pour la Côte d'Azur. Cinquante ans plus tôt, il est tombé amoureux d'une chanteuse de cabaret : Desdemona. Cet amour fit scandale. Il s'est alors engagé dans l'armée britannique aux Indes. Après quinze ans sous l'uniforme, à la tête du 12e régiment, il s'installe et vit depuis vingt ans seul dans cette maison qu'il a fait construire par ses hommes, au milieu de nulle part. Il a hérité d'une fabuleuse collection de toiles des grands peintres impressionnistes.
- Shangarila : jeune khambas. Amie et invitée du colonel, il la considère un peu comme sa fille. Il finance l'armement de son groupe de rebelles.
- David Jones : enquêteur pour une grosse société londonienne. Il est chargé de retrouver le vendeur d'une toile impressionniste et peut-être d'en découvrir d'autres.